# Tomba de Sant Pere

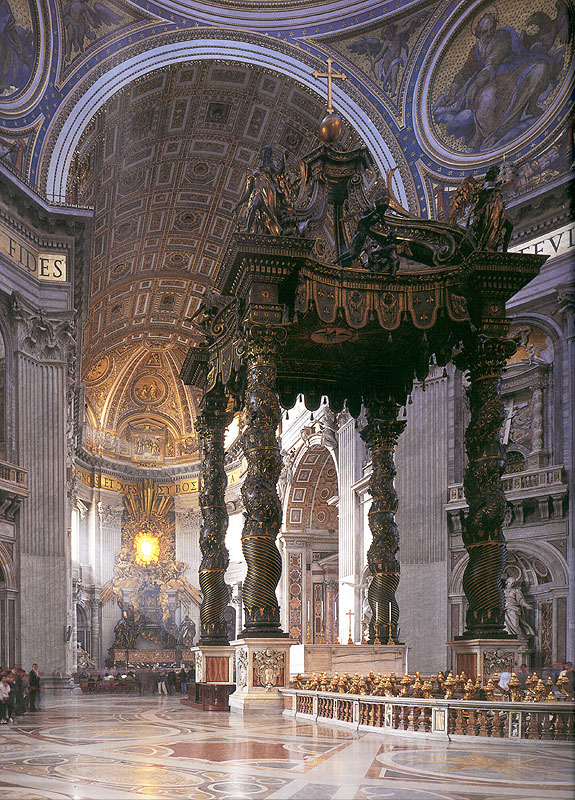
El baldaquí de Sant Pere, de Bernini, a la basílica actual de Sant Pere. La tomba de Sant Pere es troba just a sota d'aquesta estructura.

La tomba de Sant Pere és un lloc sota la basílica de Sant Pere que inclou diverses tombes i una estructura que van dir les autoritats del Vaticà que es van construir per commemorar la ubicació de la tomba de sant Pere. La tomba de Sant Pere es troba a prop de l'extrem oest d'un complex de mausoleus que data aproximadament d'entre l'any 130 a l'any 300. El complex es va enderrocar parcialment i es va omplir de terra per proporcionar una base per a la construcció de la primera basílica de Sant Pere durant el regnat de Constantí el Gran cap a l'any 330. Encara que han estat trobats molts ossos en el lloc del santuari del segle ii, com a resultat de dues campanyes d'excavació arqueològica, el Papa Pius XII va afirmar al desembre de 1950 que no es podia confirmar amb la seguretat absoluta que cap d'ells fos de Sant Pere. Després del descobriment d'ossos que havien estat traslladats d'una segona tomba sota el monument, el 26 de juny de 1968, el Papa Pau VI va afirmar que les relíquies de Sant Pere havien estat identificades d'una manera considerada convincent.
La tomba que l'Església reclama com la de Sant Pere es troba al peu de l'aedicula sota el terra. Es van trobar en aquesta tomba les restes de quatre individus i diversos animals de granja. El 1953, després d'haver completat els treballs arqueològics inicials, es va trobar un altre conjunt d'ossos que es deien que es van eliminar sense que el coneixement dels arqueòlegs d'un nínxol (loculus) al costat nord d'una paret que s'adhereix a la paret vermella a la dreta de l'aedicula. Les proves posteriors indicaven que aquests eren els ossos d'un home de 60 a 70 anys. Margherita Guarducci argumentà que aquestes eren les restes de Sant Pere i que havien estat traslladades a un nínxol a la paret de grafit de la tomba sota l'aedicula "a l'època de Constantí, després de la pau de l'església" (313). Antonio Ferrua, l'arqueòleg que va encapçalar l'excavació que va descobrir el que es coneix com a tomba de Sant Pere, va dir que no estava convençut que els ossos que s'havien trobat fossin els de Pere.
La imatge superior mostra l'àrea del pis inferior de la basílica de Sant Pere que se situa sobre el lloc de la tomba de Sant Pere. Una part de l'aedicula que formava part de la tomba de Peter es va elevar per sobre del nivell d'aquest pis i es va convertir en el nínxol del pal·li que es pot veure al centre de la imatge.

## Mort de Pere al turó Vaticà

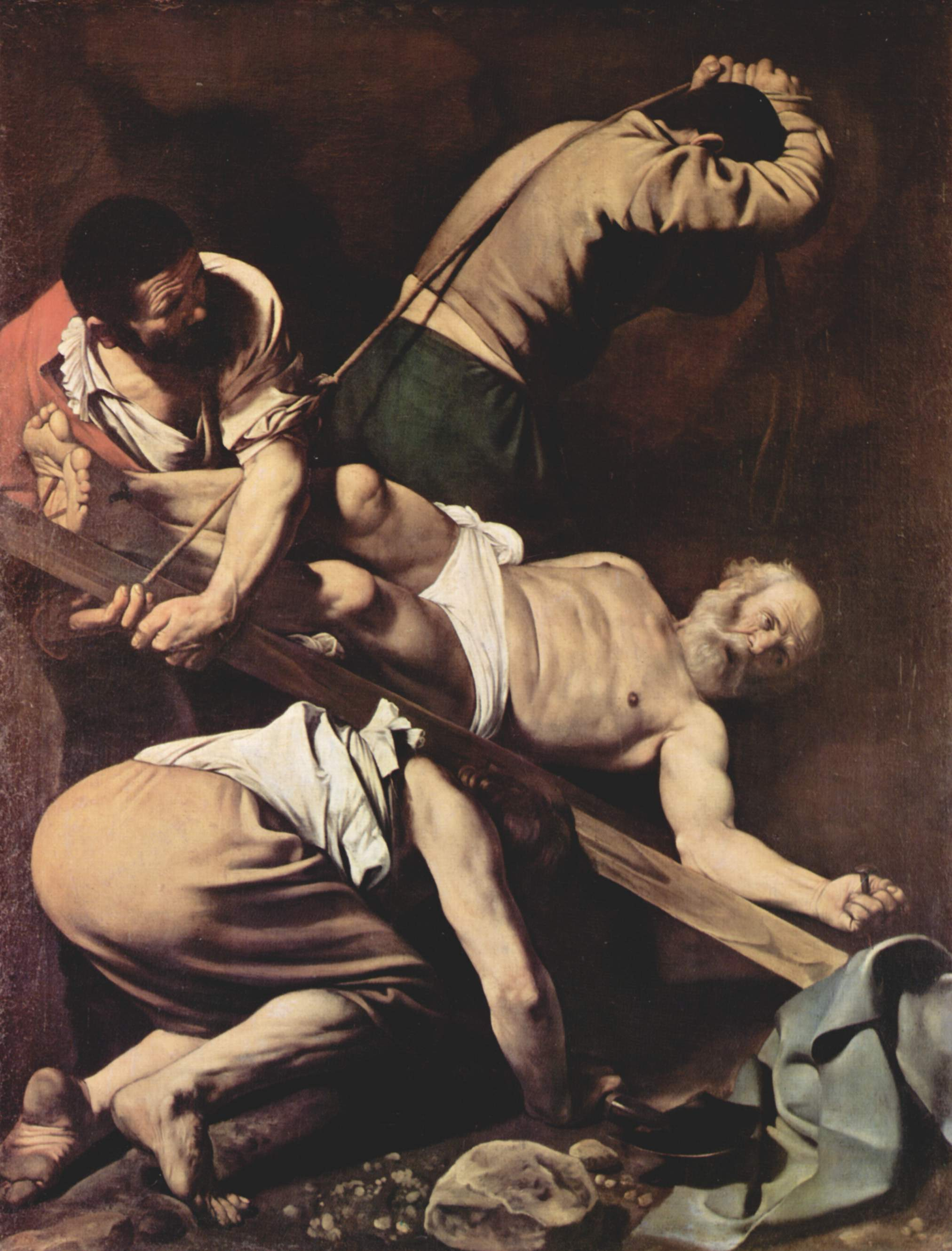
Crucifixió de Sant Pere per Caravaggio

La primera referència a la mort de Sant Pere és en una carta de Climent, bisbe de Roma, als Corintis (1 Climent, també coneguda com a Carta als Corintis, escrita el 96 dC). L'historiador Eusebi, contemporani de Constantí, va escriure que «va venir a Roma, i va ser crucificat amb el cap cap avall», atribuint aquesta informació al teòleg molt primerenc Orígenes, que va morir el 254 dC. El martiri de Sant Pere tradicionalment es representa en la iconografia religiosa com la crucifixió amb el cap cap avall.
El lloc i forma de la mort de Pere també són esmentats per Tertulià (vers 160-220) al Scorpiace, on es diu que la mort a tenir lloc durant les persecucions cristianes per Neró. Tàcit (56-117) descriu la persecució dels cristians en els seus Anals, tot i que no esmenta específicament a Pere. «Van ser despedaçats per gossos i van morir, van ser clavats a creus, o van ser condemnats a les flames i cremats». A més, Tertulià afirma que aquests esdeveniments es van produir als jardins imperials propers al Circ de Neró. Cap altra àrea hauria estat disponible per a persecucions públiques després que el gran incendi de Roma destruís el Circ Màxim i la major part de la resta de la ciutat l'any 64 dC.
Aquesta narració és compatible amb altres fonts. A la Passió de Pere i Pau, que data del segle v, s'explica la crucifixió de Pere. Si bé les històries són apòcrifes, es basaven en material anterior, útil per motius topogràfics. Diu: «Homes sants... van treure el cos secretament i el van posar sota l'arbre del terebint prop de la Naumàquia, al lloc que es diu el Vaticà». El lloc anomenat "Naumachia" seria un llac artificial dins del Circ de Neró on es representaven pel públic batalles navals. El lloc anomenat Vaticà era en aquella època un turó al costat del complex i també al costat del riu Tíber, amb un cementiri de tombes cristians i paganes.

## Seguiment de les tombes originals
Dionis de Corint senyala Roma com el lloc de sepultura de Pere quan va escriure a l'Església de Roma en el moment del Papa Soter (mort el 174), donant les gràcies als romans pel seu ajut financer. «Amb aquesta admonició haureu unit la plantació de Pere i de Pau a Roma i Corint. A tots dos ens plantaren i ens ensenyaven al nostre Corint, i ensenyaven de la mateixa manera a Itàlia, i patiren martiri a mateix temps.»
La tradició catòlica sosté que els cristians afligits seguien el costum habitual d'enterrar-lo el més a prop possible de l'escena del seu martiri. Segons la tradició catòlica, va ser enterrat a una finca que pertanyia a propietaris cristians, al costat d'una coneguda carretera que sortia de la ciutat, la Via Cornèlia (lloc d'un conegut cementiri pagà i cristià) al turó anomenat Vaticanus. La tomba real era una volta subterrània, es va apropar des de la carretera per una escala descendent i el cos reposava en un sarcòfag de pedra al centre d'aquesta volta.
El Llibre dels Papes esmenta que el Papa Anaclet va construir un monument sepulcral sobre la tomba subterrània de Sant Pere poc després de la seva mort. Aquesta era una petita cambra o oratori sobre la tomba, on tres o quatre persones podien agenollar-se i resar sobre la tomba. L'emperador romà pagà, Julià l'Apòstata, esmenta en 363 DC en la seva obra "Tres llibres contra els galileus" que la tomba de Sant Pere era un lloc de culte, encara que en secret.
Hi ha evidències de l'existència de la tomba (trophea, és a dir, trofeus, com a signes o memorials de la victòria) a principis del segle iii, en paraules del prevere Gai que refuta les tradicions montanistes d'un tal Proclus: «Però jo puc mostrar els trofeus dels Apòstols, ja que si aneu al Vaticà o a la via Ostiana, trobareu els trofeus dels qui van posar els fonaments d'aquesta església».
Aquestes tombes eren els objectes de peregrinació durant l'època de les persecucions, i serien registrades en certes actes dels màrtirs que van ser capturats mentre resaven a les tombes dels apòstols.
Durant el regnat de l'emperador Valerià, la persecució cristiana va ser especialment greu. Les restes dels morts, i particularment els morts cristians, havien perdut les seves proteccions habituals sota la llei romana. Les restes de Pere i Pau podrien haver estat eliminades temporalment de les seves tombes originals per preservar-les de la profanació dels romans. Podrien haver estat eliminats secretament de nit i amagats a les catacumbes de Sant Sebastià el 258 d. C., tornant-se a les seves tombes originals el 260 quan va acabar el regnat de Valerià.

## La basílica de Constantí
Quan l'Església es trobava una vegada més en pau sota Constantí el Gran, els cristians van poder finalment construir edificis adequats per a la celebració de la missa. Els llocs de repòs de les relíquies dels Apòstols van ser, naturalment, els primers a ser seleccionats com a llocs de grans basíliques. L'emperador va subministrar fons per a aquests edificis.
Entre el 320 i el 327, Constantí va construir una basílica de cinc cares damunt de la primitiva necròpolis cristiana que es considerava el lloc de descans de Pere. Gran part del turó del Vaticà es va establir per proporcionar una base sòlida per a la primera basílica de Sant Pere. L'altar de la basílica estava planejat per ser ubicat directament sobre la tomba. L'assumpte va ser complicat per la cambra alta o la memòria per sobre de la volta. Els romans s'havien fet pròpia aquesta cambra alta durant les edats de la persecució, i no volien que fos destruïda La memòria es va convertir en la Capella de la Confessió. Sobre aquest va ser el pis principal de la basílica, amb l'altar elevat directament sobre la capella de la confessió.
El Llibre dels Papes detalla certs adorns que Constantí aparentment va afegir a la tomba de Sant Pere en aquell moment. Es diu que el sarcòfag estava tancat en tots els costats amb bronze, que mesurava 5 peus en cada dimensió. A més d'això, es va establir una creu d'or de 150 lliures i amb una inscripció, que es tradueix del llatí com «Constantí August i Helena Augusta, Aquesta casa que brilla amb l'esmentat esplendor com un pati envoltat». No obstant això, els tresors que podrien haver estat presents a la tomba es presumeix que els sarraïns van prendre el seu saqueig de l'església el 846.
El crani de Sant Pere es diu que es troba a la basílica de Sant Joan del Laterà des d'almenys el segle ix, al costat del crani de Sant Pau.

## L'excavació moderna
A principis del segle xvi es descobrí una tomba, quan es van establir els fonaments per a les quatre columnes retorçades de la "Confessio" de Gian Lorenzo Bernini. La construcció de l'Antiga Basílica de Sant Pere de Constantí i els fonaments pel Baldaquí de Bernini va destruir la major part de la volta d'aquestes cambres funeràries semisubterrànies. Entre ells hi havia l'anomenada "Tomba dels Julis", amb mosaics que semblaven cristians.
Entre 1939 i 1949, l'equip arqueològic dirigit pel Vaticà supervisat per Monsenyor Ludwig Kaas, que tenia autoritat general del projecte, havia descobert un complex de mausoleus pagans sota els fonaments de la Basílica de Sant Pere (l'anomenada Necròpoli del Vaticà), datant dels segles ii i iii. Cap mausoleu mai havia estat construït directament sota l'actual altar major de Sant Pere, que no obstant això tenia forats poc profunds, un datat amb una rajola impressionada al regnat de Vespasià; posteriorment, havien estat atesos amb atenció, ja que els enterraments posteriors es van agrupar però no van envair l'espai. Hi havia un petit monument ben embellit en una paret ca. 160. Els descobriments van ser publicats per la revista Life.

## Trasllat dels ossos del 1942
El 1942, l'administrador de Sant Pere, monsenyor Ludwig Kaas, va trobar restes en una segona tomba en el monument. Preocupant-se que aquestes presumptes relíquies d'un sant no rebessin el respecte que mereixien, i tenint poca comprensió dels procediments arqueològics correctes, va ordenar en secret que aquestes restes s'emmagatzemessin en un altre lloc per mantenir-les segures.
Després de la mort de Kaas, la professora Margherita Guarducci va descobrir aquestes relíquies per casualitat. Va informar el Papa Pau VI de la seva creença que aquestes restes eren les de Sant Pere. Les proves dels ossos van revelar que les restes pertanyien a un home d'uns seixanta anys. El 26 de juny de 1968, el papa Pau VI va anunciar que s'havien descobert les relíquies de Sant Pere. El 24 de novembre de 2013, aquestes relíquies van ser portades pel Papa Francesc i es van exhibir públicament per primera vegada després de celebrar la missa de tancament de "Any de la Fe".

## Ossaris de Jerusalem
El 1953, dos frares franciscans van descobrir centenars d'ossos del segle I emmagatzemats en una cova a la muntanya de les Oliveres, a prop de Jerusalem. Els arqueòlegs van declarar haver descobert la primera evidència física d'una comunitat cristiana a Jerusalem, inclosos alguns noms bíblics molt familiars. El nom inscrit en un osari ha estat interpretat per llegir: "Shimon Bar Yonah" - Simó, el Fill de Jonàs. No obstant això, diversos estudiosos, protestants i catòlics, van disputar que la tomba pertanyia a Pere, una de les raons per la qual no hi havia cap inscripció referint-se a ell com "Cefa" o "Pere". Stephen Pfann, de la Universitat de Terra Santa, llegeix la inscripció com "Shimon Barzillai"; el Barzillai és una famosa família a Jerusalem.
Les 43 inscripcions descobertes al cementiri de Dominus Flevit entre maig de 1953 i juny de 1955 es van publicar amb fotografies de PB Bagatti i JT Milik en 1958.

## Tombes papals properes
Es coneix molt poc sobre l'enterrament dels successors immediats de Pere, abans del període en què els papes es coneixen amb relativa certesa que han estat enterrats a les diverses Catacumbes de Roma. L'enterrament prop de Pere, al turó del Vaticà, s'atribueix a: Lli, Anaclet, Evarist, Telèsfor, Higini, Pius I, Anicet (posteriorment traslladat a la catacumba de Calixt) i Víctor I. L'evidència epigràfica només existeix per a Llí, amb el descobriment d'una llosa sepulcral marcada "Linus" en 1615; no obstant això, la llosa està trencada de tal manera que es podria llegir "Aquilinius" o "Anullinus".
Amb tres excepcions, cada papa abans d'Anicet, el primer papa conegut per haver estat enterrat a les Catacumbes, és considerat tradicionalment enterrat prop de Pere. Una notable excepció és el Papa Climent I, que tradicionalment es considera que va ser martiritzat al mar Negre a prop de Crimea. De la mateixa manera, es desconeixen les tombes originals d'Alexandre I i de Sixt I, tot i que hi ha diverses esglésies que presenten reclamacions de trasllat mútuament contradictòries.